# 初见良昭
初见良昭（日语：／ Hatsumi Masaaki，1931年12月2日—）是日本知名武术家。他創建了武神館，是戶隱流忍术的第34位繼任者，並在世界各地教授，曾經被美國聯邦調查局招聘為武術指導。

## 脚注
1. ↑  .   [2021-01-03]. （原始内容存档于2020-12-29） （日语）.
2. ↑  . CNN. 2011-11-03  [2021-01-03]. （原始内容存档于2016-03-20）.
3. ↑  .   [2021-01-03] （日语）.